# Auguste Barth
Auguste Barth (Strasburgo, 22 maggio 1834 – Parigi, 15 aprile 1916) è stato un orientalista, storico delle religioni, epigrafista e indologo francese.

## Biografia
È noto principalmente per i suoi studi sulle religioni dell'India. Il suo volume, il Les religions de l'Inde (Parigi, 1879), fu tradotto in inglese (Londra, 1882). Un'altra sua opera è Inscriptions sanscrites du Cambodge (iscrizioni in sanscrito della Cambogia, Parigi, 1885). Fu autore anche di numerose monografie e recensioni pubblicate sul Journal Asiatique, su Mélusine e sul Mémoires de la Société de Linguistique. Le sue relazioni annuali sulle ricerche delle religioni indiane, intitolate Revue de l'Histoire des Religions (1880) sono particolarmente preziose. È stato membro dell'Istituto Francese.
Barth fu membro straniero dell'Accademia reale delle arti e delle scienze dei Paesi Bassi nel 1896.

## Opere principali
- Les Religions de l'Inde (1879)
- Inscriptions sanscrites du Cambodge (1885)
- Mémoires concernant l'Asie orientale, published by the Académie des inscriptions et belles-lettres under the direction of MM. Senart, Barth, Émile Chavannes, Cordier (3 volumi, 1913–1919)
- Quarante ans d'indianisme : œuvres de Auguste Barth, recueillies à l'occasion de son quatre-vingtième anniversaire (5 volumi, 1914–1927)